# Sd.Kfz. 4
Le Sd.Kfz. 4 (abréviation de Sonderkraftfahrzeug 4) ou Gleisketten-Lastkraftwagen était le nom d’un type de half-track blindé développé au cours de la Seconde Guerre mondiale par l’Allemagne sur la base de l'autochenille Sd.Kfz. 3 (le Maultier).

## Histoire

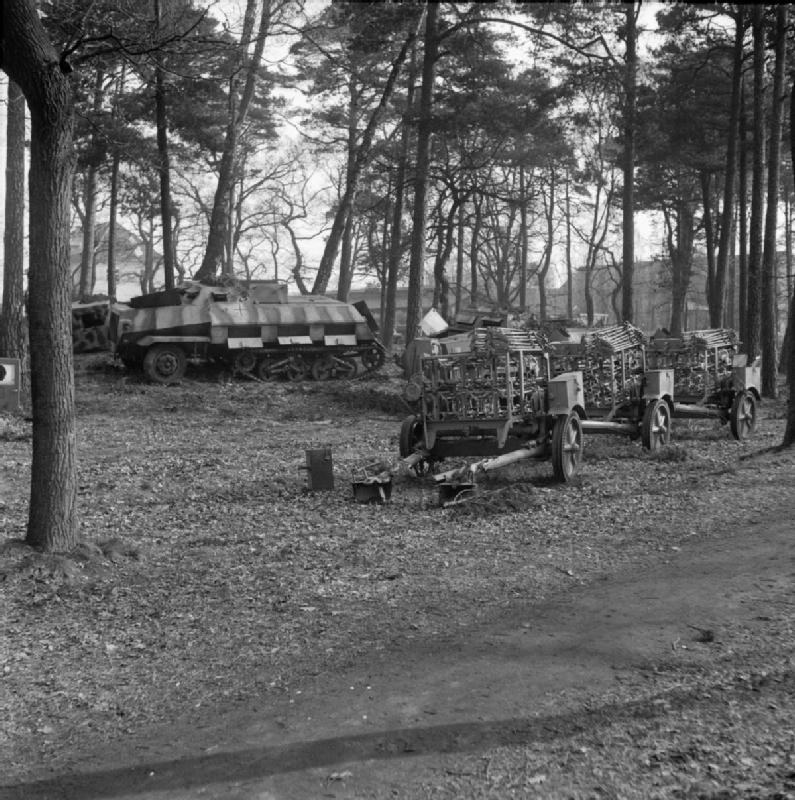
Un Sd.Kfz. 4 capturé par l'Armée anglaise

Le Sd.Kfz. 4 fut développé après l’invasion de la Russie sur la base du Sd.Kfz. 3, lui-même dérivé de camions commerciaux classiques.
Le modèle utilisant des  camions Opel sera le plus répandu : pour remédier à la constante pénurie de half-tracks blindés, il sera créé pour lui une superstructure blindée. Cependant, n’étant pourvus que de minces plaques de blindage, les Sd.Kfz. 4 étaient incapables de soutenir un combat rapproché contre un ennemi pourvu d'un armement supérieur à des armes légères. Un total de 22 500 half-tracks Sd.Kfz. 4 fut produit jusqu’en 1945 comme tracteurs d'artillerie et transporteurs blindés de munitions. Ils ne disposaient au mieux comme armement que d’une mitrailleuse légère MG34 ou MG42.
Deux versions plus lourdement armées furent développées :
- Certains modèles furent dotés du canon anti-aérien de 20 mm Flak 38, qui les rendait aussi redoutables que le char anti-aérien Flakpanzer 38(t) pour un coût de revient bien moindre.
- Les Maultier servaient souvent de tracteurs pour le lance-roquettes multiple sur affût à roues Nebelwerfer. Les fusées étaient transportées dans la caisse blindée. Trois cents exemplaires furent modifiés pour porter eux-mêmes un lance-roquettes multiple de 150 mm. Le lanceur à dix tubes, disposés sur deux rangées horizontales de cinq tubes, était monté sur l'arrière de la caisse. Il pouvait pivoter sur 360 degrés. Ce modèle modifié sera désigné Sd.Kfz. 4/1 Panzerwerfer 42. Il fut utilisé comme lance-fusées mobile standard pour les régiments de lance-fusées des divisions blindées. Il était accompagné d'un autre Maultier de transport de munitions, également blindé. Ces véhicules ne dépassaient pas une vitesse de 40 km/h en raison de leur surcroît de poids. Toutefois ils constituaient une puissance de feu redoutable, pour un prix de revient réduit. Chaque halftrack était équipé d’une radio FuG Spr G.

## Dans la culture populaire
Un exemplaire de cet engin, encore en état de marche, est conservé au musée des Blindés de Saumur. Il a été utilisé en 1991 pour le tournage du film de guerre La Neige et le Feu, retraçant les combats entre la Wehrmacht en retraite et l'armée française lors de l'hiver 1944-1945.

## Galerie

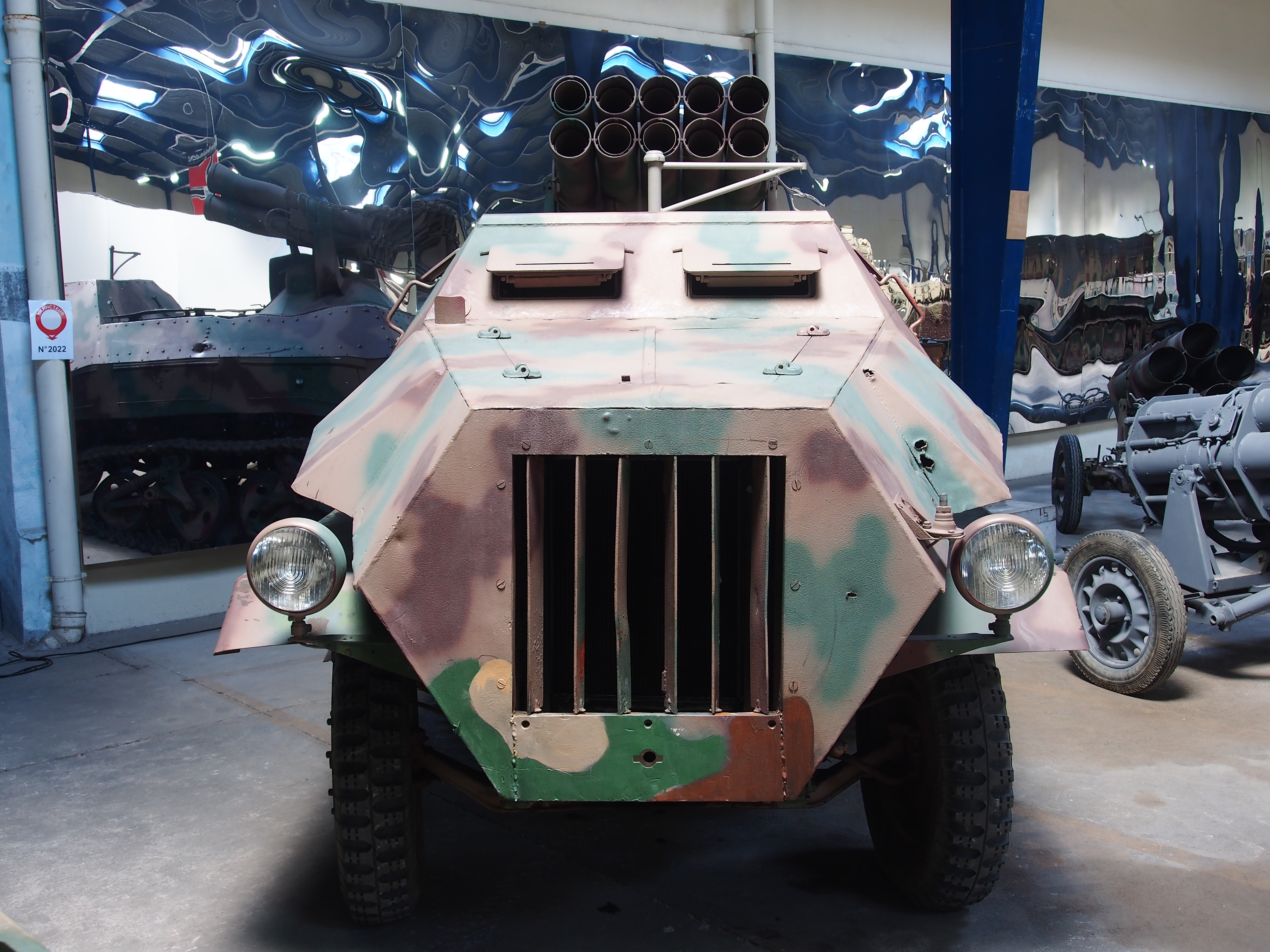
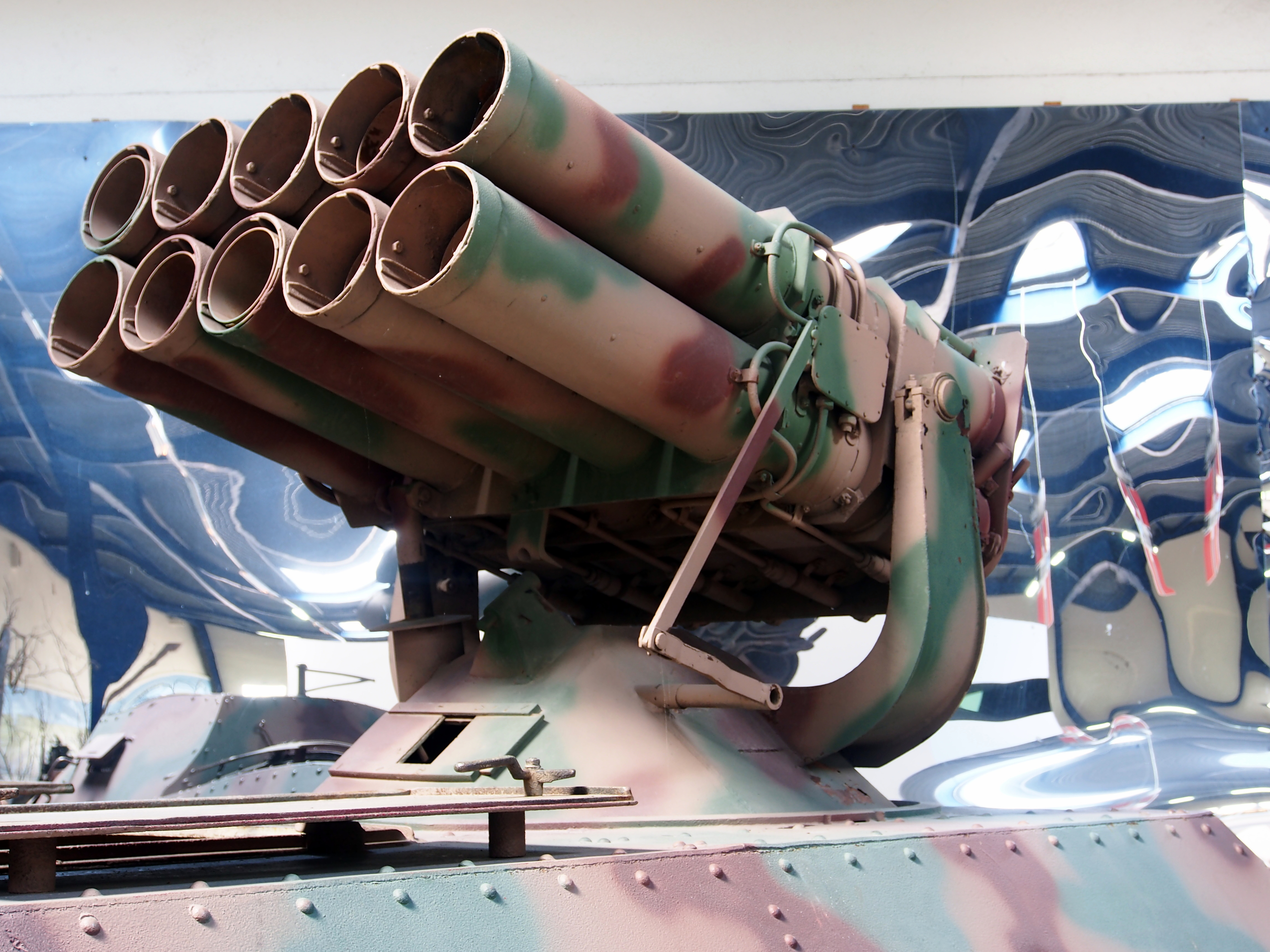
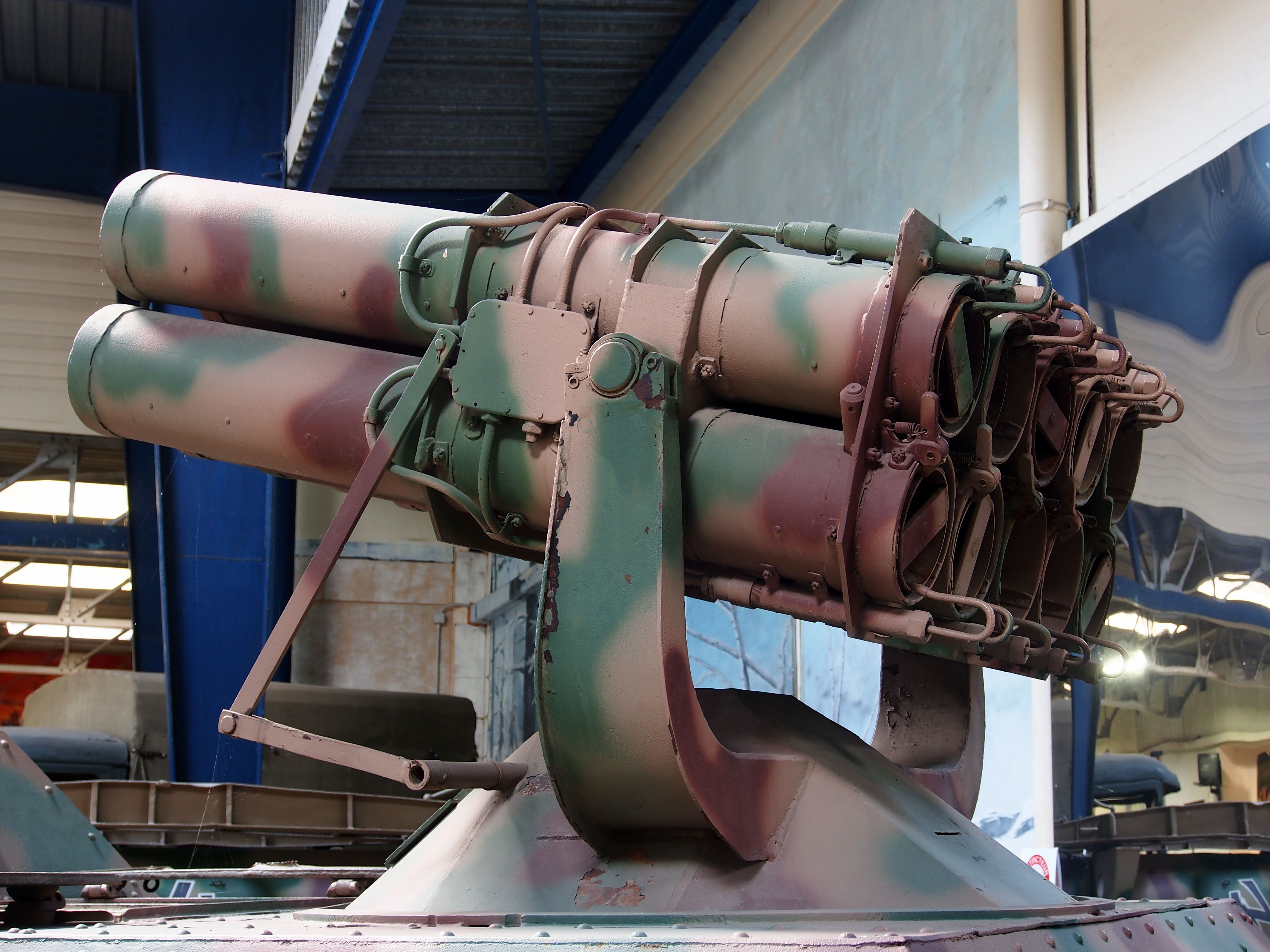
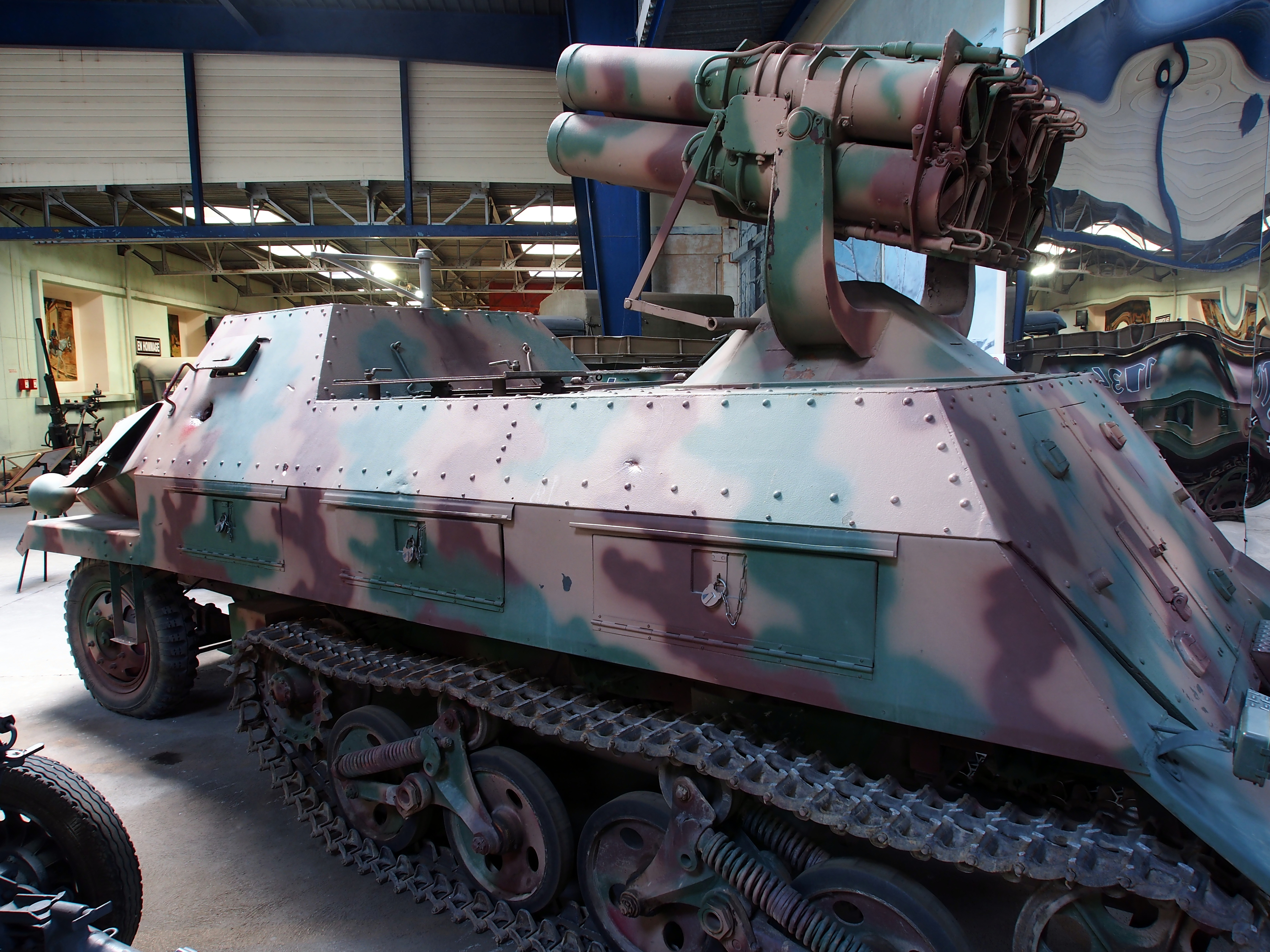
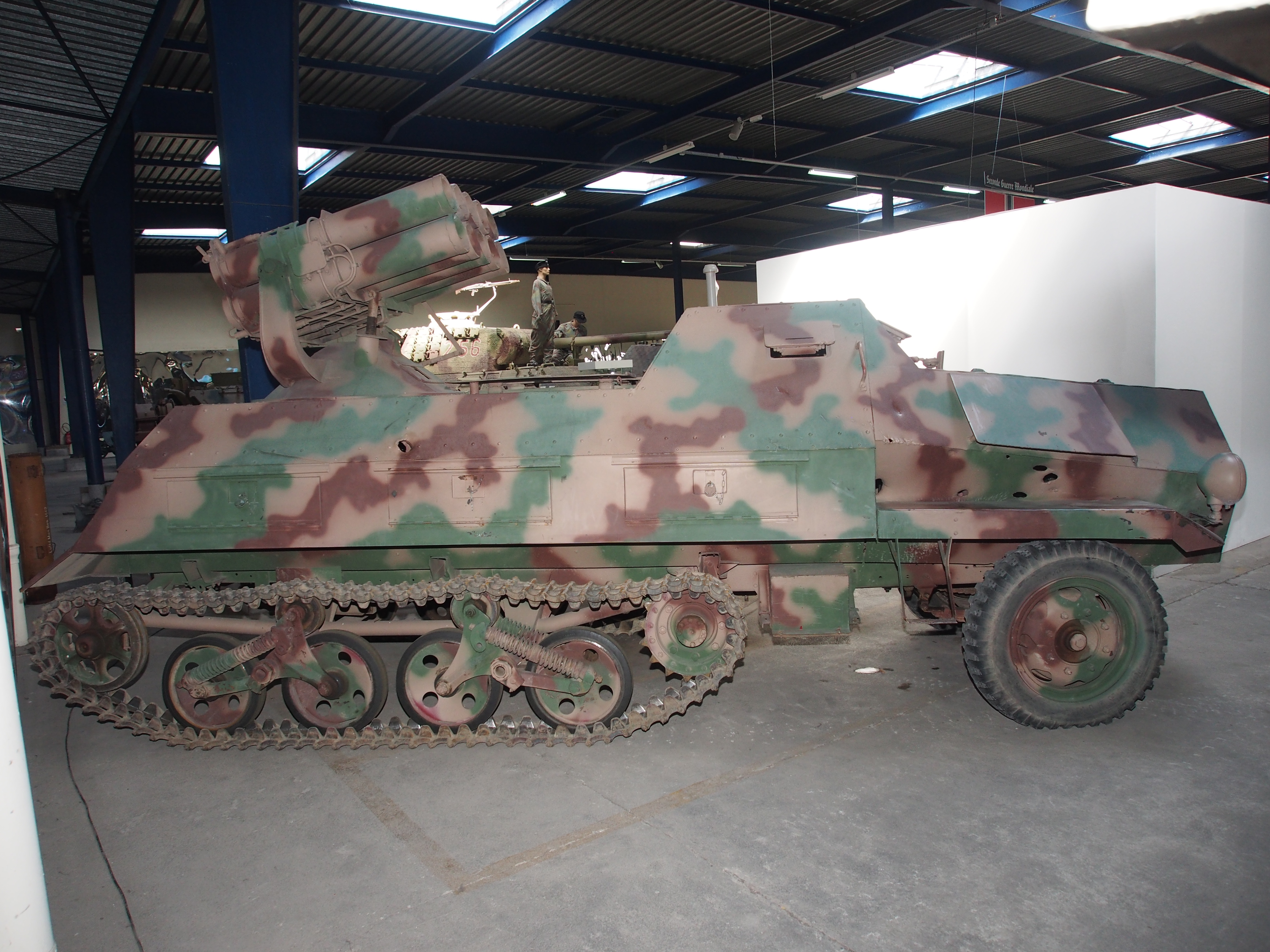